# A világ legjobb kézilabdázói
A világ legjobb kézilabdázóit 1988 óta minden évben a World Handball Magazine című folyóirat olvasói választják meg, a díjat pedig a Nemzetközi Kézilabda-szövetség (IHF) adományozza a megválasztott játékosoknak. Külön szavazás zajlik női és férfi játékosoknak. A 2008-as év legjobbjait az addigiaktól eltérően nem közönségszavazással választották, hanem egy szakmai zsűri döntött a díjról. A díjat a Nemzetközi Kézilabda-szövetség 1991-ben, 1992-ben, 1993-ban, 2017-ben, 2020-ban és 2022-ben nem adta át.
Bár az IHF csak 1988 óta adja át hivatalosan a díjat, de azt megelőzően is elismerték a legjobbak éves teljesítményét. A magyar származású román válogatott Birtalan István 1974-ben, 1976-ban és 1977-ben is a legjobbnak járó elismerést vehette át. 1964-ben a szintén román Hans Mosert "A legjobb kézilabdázó a világon” titulussal illették.
1992-ben a román Gheorghe Gruiát választották minden idők legjobb játékosának.
2000-ben a svéd Magnus Wislandert és az ukrán-szovjet Zinajida Turcsinát választották a szakírók a 20. század legjobb kézilabdázóinak.
2010-ben a szervezet online szavazásán a szurkolók Ivano Balićot és  Svetlana Kitićet választották meg minden idők legjobb játékosainak.
Ugyanezen a szavazáson a szurkolók Thierry Omeyert és Luminița Dinut választották minden idők legjobb kapusának.

## A világ legjobb férfi kézilabdázói
| #   | Év   | Játékos                       | Ország                   | Egyesület                    |
| --- | ---- | ----------------------------- | ------------------------ | ---------------------------- |
| 1.  | 1988 | Veselin Vujović               | Jugoszlávia              | FC Barcelona                 |
| 2.  | 1989 | Kang Dzsevon (Kang Jae-won)   | Dél-Korea                | Grasshopper Klub Zürich      |
| 3.  | 1990 | Magnus Wislander              | Svédország               | THW Kiel                     |
| -   | 1991 | nem rendeztek választást      | nem rendeztek választást | nem rendeztek választást     |
| -   | 1992 | nem rendeztek választást      | nem rendeztek választást | nem rendeztek választást     |
| -   | 1993 | nem rendeztek választást      | nem rendeztek választást | nem rendeztek választást     |
| 4.  | 1994 | Talant Dujsebajev             | Oroszország              | Teka Santander               |
| 5.  | 1995 | Jackson Richardson            | Franciaország            | OM Vitrolles                 |
| 6.  | 1996 | Talant Dujsebajev(2)          | Spanyolország            | Teka Santander               |
| 7.  | 1997 | Stéphane Stoecklin            | Franciaország(2)         | GWD Minden                   |
| 8.  | 1998 | Daniel Stephan                | Németország              | TBV Lemgo                    |
| 9.  | 1999 | Rafael Guijosa                | Spanyolország(2)         | FC Barcelona                 |
| 10. | 2000 | Dragan Škrbić                 | Jugoszlávia(2)           | RK Celje                     |
| 11. | 2001 | Jun Gjongsin (Yun Gyeong-sin) | Dél-Korea(2)             | VfL Gummersbach              |
| 12. | 2002 | Bertrand Gille                | Franciaország(3)         | HSV Hamburg                  |
| 13. | 2003 | Ivano Balić                   | Horvátország             | RK Metković                  |
| 14. | 2004 | Henning Fritz                 | Németország(2)           | THW Kiel                     |
| 15. | 2005 | Sterbik Árpád                 | Szerbia és Montenegró    | BM Ciudad Real               |
| 16. | 2006 | Ivano Balić(2)                | Horvátország(2)          | SDC San Antonio              |
| 17. | 2007 | Nikola Karabatić              | Franciaország(4)         | THW Kiel                     |
| 18. | 2008 | Thierry Omeyer                | Franciaország(5)         | THW Kiel                     |
| 19. | 2009 | Sławomir Szmal                | Lengyelország            | Rhein-Neckar Löwen           |
| 20. | 2010 | Filip Jícha                   | Csehország               | THW Kiel                     |
| 21. | 2011 | Mikkel Hansen                 | Dánia                    | AG København                 |
| 22. | 2012 | Daniel Narcisse               | Franciaország(6)         | THW Kiel                     |
| 23. | 2013 | Domagoj Duvnjak               | Horvátország(3)          | HSV Hamburg                  |
| 23. | 2014 | Nikola Karabatić(2)           | Franciaország(7)         | FC Barcelona                 |
| 24. | 2015 | Mikkel Hansen(2)              | Dánia(2)                 | Paris Saint-Germain Handball |
| 25. | 2016 | Nikola Karabatić(3)           | Franciaország(8)         | Paris Saint-Germain Handball |
| -   | 2017 | nem rendeztek választást      | nem rendeztek választást | nem rendeztek választást     |
| 26. | 2018 | Mikkel Hansen(3)              | Dánia(3)                 | Paris Saint-Germain Handball |
| 27. | 2019 | Niklas Landin Jacobsen        | Dánia(4)                 | THW Kiel                     |
| -   | 2020 | - (Covid-19)                  | - (Covid-19)             | - (Covid-19)                 |
| 28. | 2021 | Niklas Landin Jacobsen(2)     | Dánia(5)                 | THW Kiel                     |
| -   | 2022 | nem rendeztek választást      | nem rendeztek választást | nem rendeztek választást     |
| 29. | 2023 | Mathias Gidsel                | Dánia(6)                 | Füchse Berlin                |
| 30. | 2024 | Mathias Gidsel                | Dánia(7)                 | Füchse Berlin                |

## A világ legjobb női kézilabdázói
| Év   | Játékos                   | Ország                   | Egyesület                |
| ---- | ------------------------- | ------------------------ | ------------------------ |
| 1988 | Svetlana Kitić            | Jugoszlávia              | Radnički Beograd         |
| 1989 | Kim Hjonmi (Kim Hyeon-mi) | Dél-Korea                |                          |
| 1990 | Jasna Merdan-Kolar        | Jugoszlávia              | Hypo Niederösterreich    |
| 1991 | nem rendeztek választást  | nem rendeztek választást | nem rendeztek választást |
| 1992 | nem rendeztek választást  | nem rendeztek választást | nem rendeztek választást |
| 1993 | nem rendeztek választást  | nem rendeztek választást | nem rendeztek választást |
| 1994 | Mia Hermansson-Högdahl    | Svédország               | Hypo Niederösterreich    |
| 1995 | Kocsis Erzsébet           | Magyarország             | Dunaferr NK              |
| 1996 | Im Ogjong (Im O-gyeong)   | Dél-Korea                |                          |
| 1997 | Anja Andersen             | Dánia                    | Bækkelagets SK           |
| 1998 | Trine Haltvik             | Norvégia                 | Byåsen IL                |
| 1999 | Ausra Fridrikas           | Ausztria                 | Hypo Niederösterreich    |
| 2000 | Radulovics Bojana         | Magyarország             | Dunaferr NK              |
| 2001 | Cecilie Leganger          | Norvégia                 | Tertnes IL               |
| 2002 | Csaj Csao (Zhai Chao)     | Kína                     | Randers HK               |
| 2003 | Radulovics Bojana         | Magyarország             | Dunaferr NK              |
| 2004 | Kulcsár Anita             | Magyarország             | Dunaferr NK              |
| 2005 | Görbicz Anita             | Magyarország             | Győri Audi ETO           |
| 2006 | Nadine Krause             | Németország              | Bayer Leverkusen 04      |
| 2007 | Gro Hammerseng            | Norvégia                 | FC Midtjylland           |
| 2008 | Linn-Kristin Riegelhuth   | Norvégia                 | Larvik HK                |
| 2009 | Allison Pineau            | Franciaország            | Metz HB                  |
| 2010 | Cristina Neagu            | Románia                  | Oltchim Valcea           |
| 2011 | Heidi Løke                | Norvégia                 | Győri ETO KC             |
| 2012 | Alexandra do Nascimento   | Brazília                 | Hypo Niederösterreich    |
| 2013 | Andrea Lekić              | Szerbia                  | Győri Audi ETO           |
| 2014 | Eduarda Amorim            | Brazília                 | Győri Audi ETO           |
| 2015 | Cristina Neagu            | Románia                  | ŽRK Budućnost            |
| 2016 | Cristina Neagu            | Románia                  | ŽRK Budućnost            |
| 2017 | nem rendeztek választást  | nem rendeztek választást | nem rendeztek választást |
| 2018 | Cristina Neagu            | Románia                  | CSM București            |
| 2019 | Stine Bredal Oftedal      | Norvégia                 | Győri ETO KC             |
| 2020 | - (Covid-19)              | - (Covid-19)             | - (Covid-19)             |
| 2021 | Sandra Toft               | Dánia                    | Brest Bretagne Handball  |
| 2022 | nem rendeztek választást  | nem rendeztek választást | nem rendeztek választást |
| 2023 | Henny Reistad             | Norvégia                 | Team Esbjerg             |
| 2024 | Henny Reistad             | Norvégia                 | Team Esbjerg             |

### Galéria

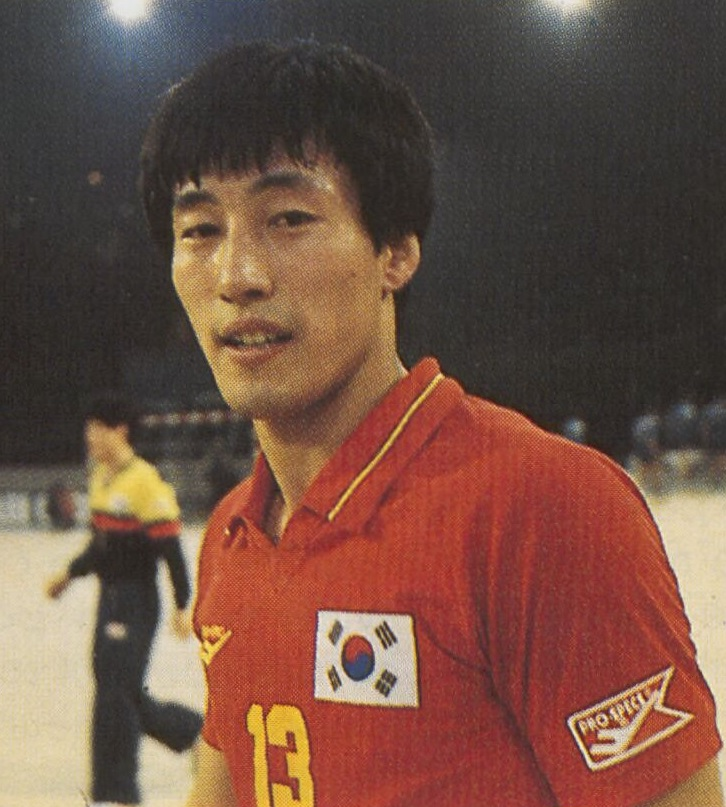
Kang Dzsevon, 1988
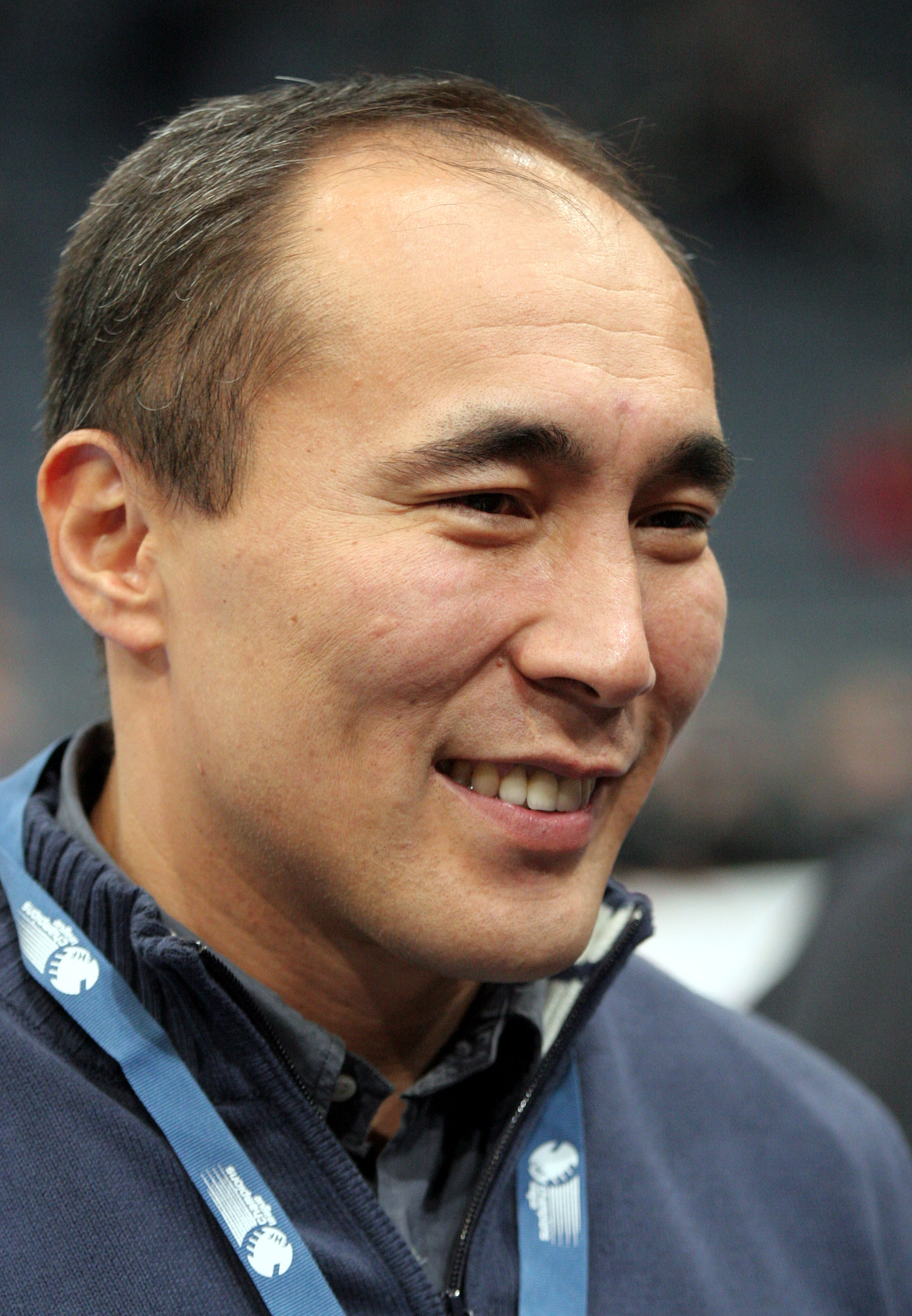
Talant Dujshebaev, 1994 és 1996
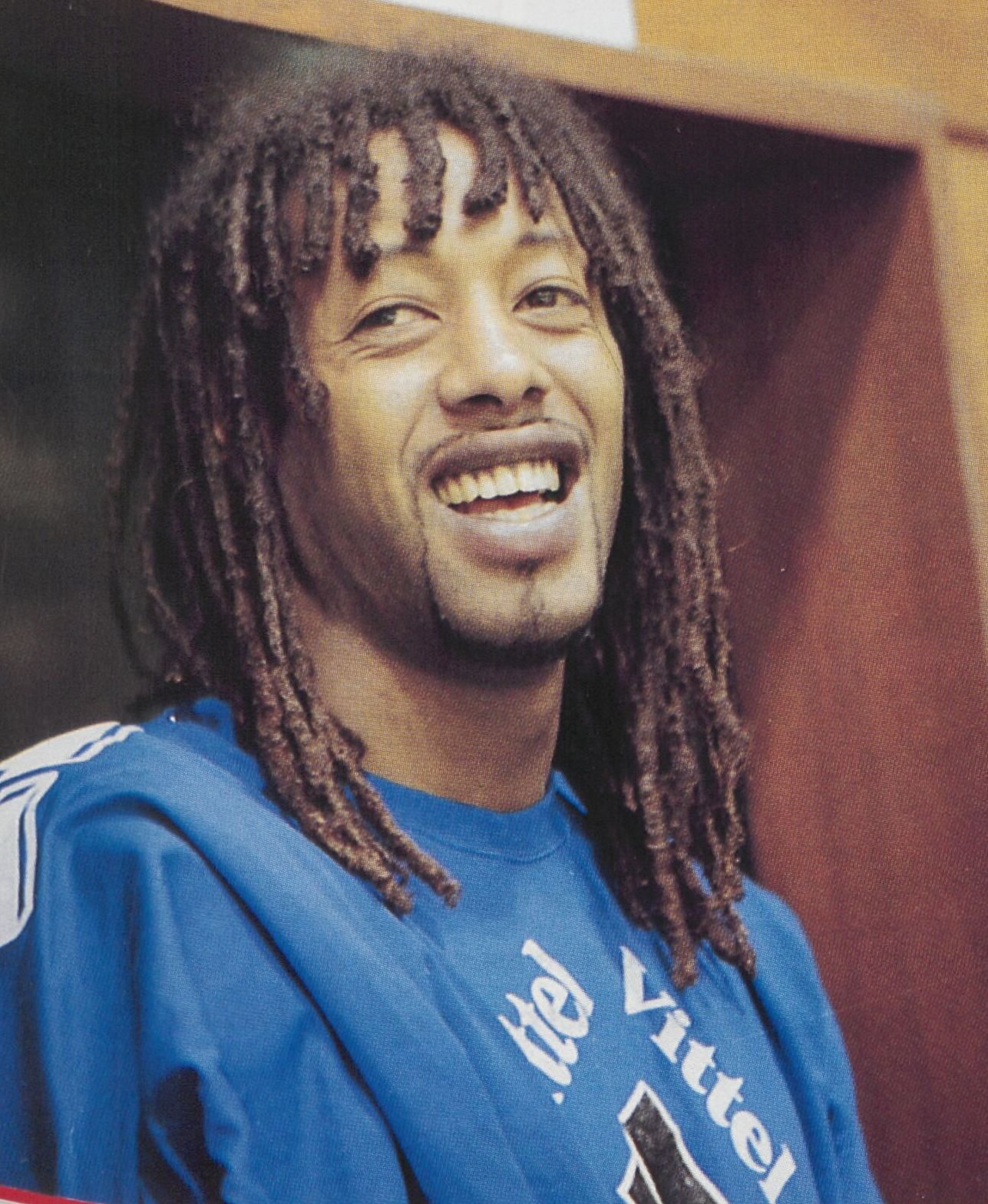
Jackson Richardson, 1995
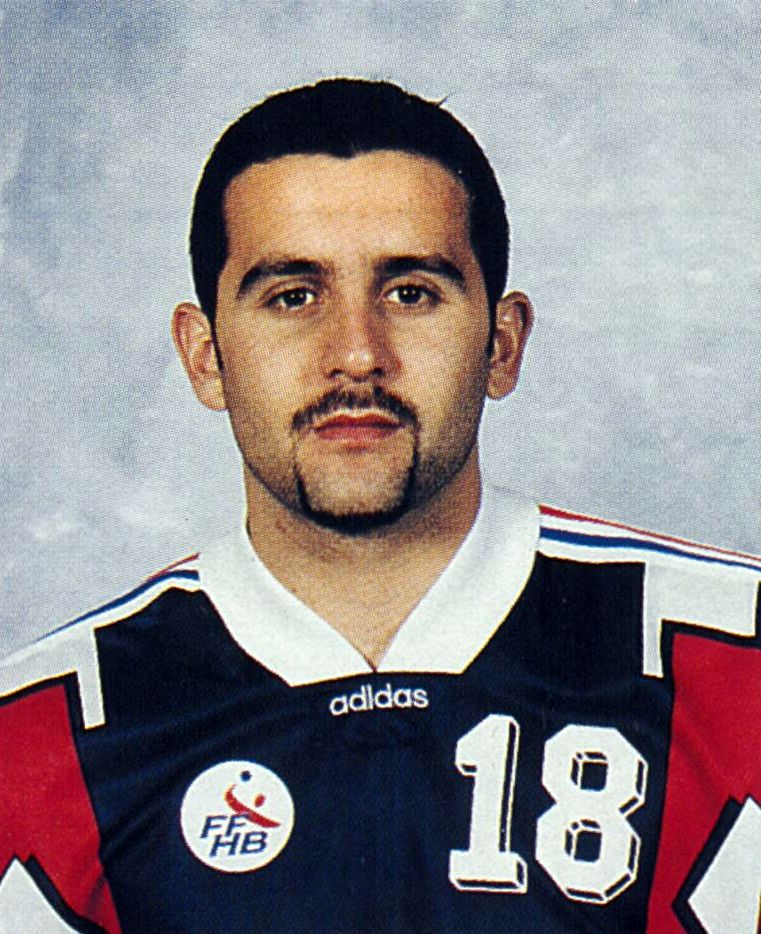
Stéphane Stoecklin, 1997
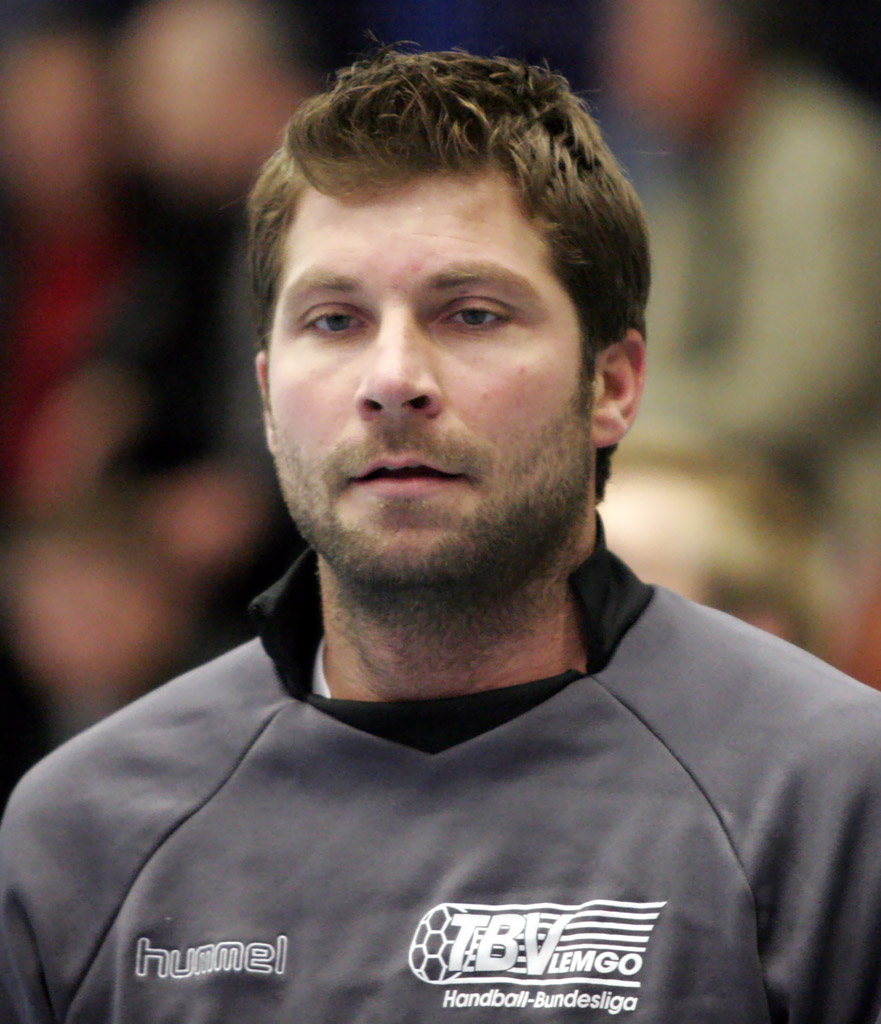
Daniel Stephan, 1998
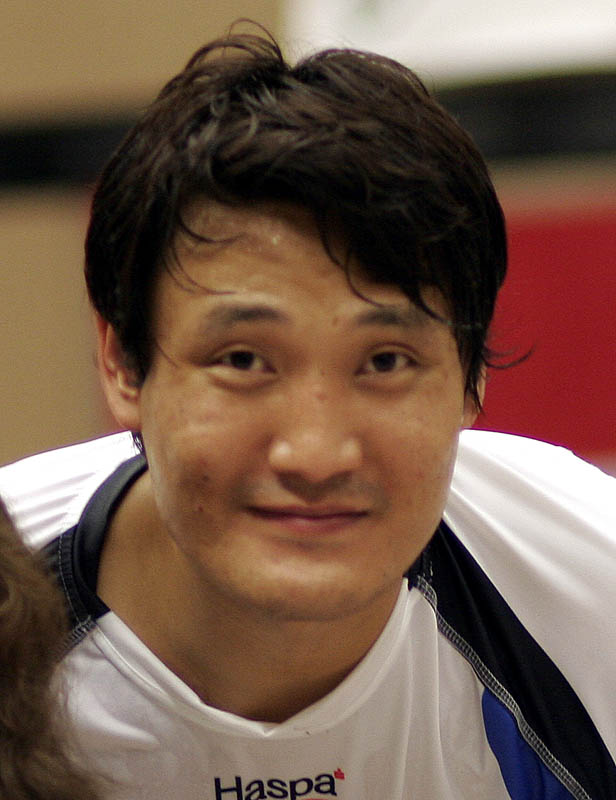
Kyung-Shin Yoon, 2001
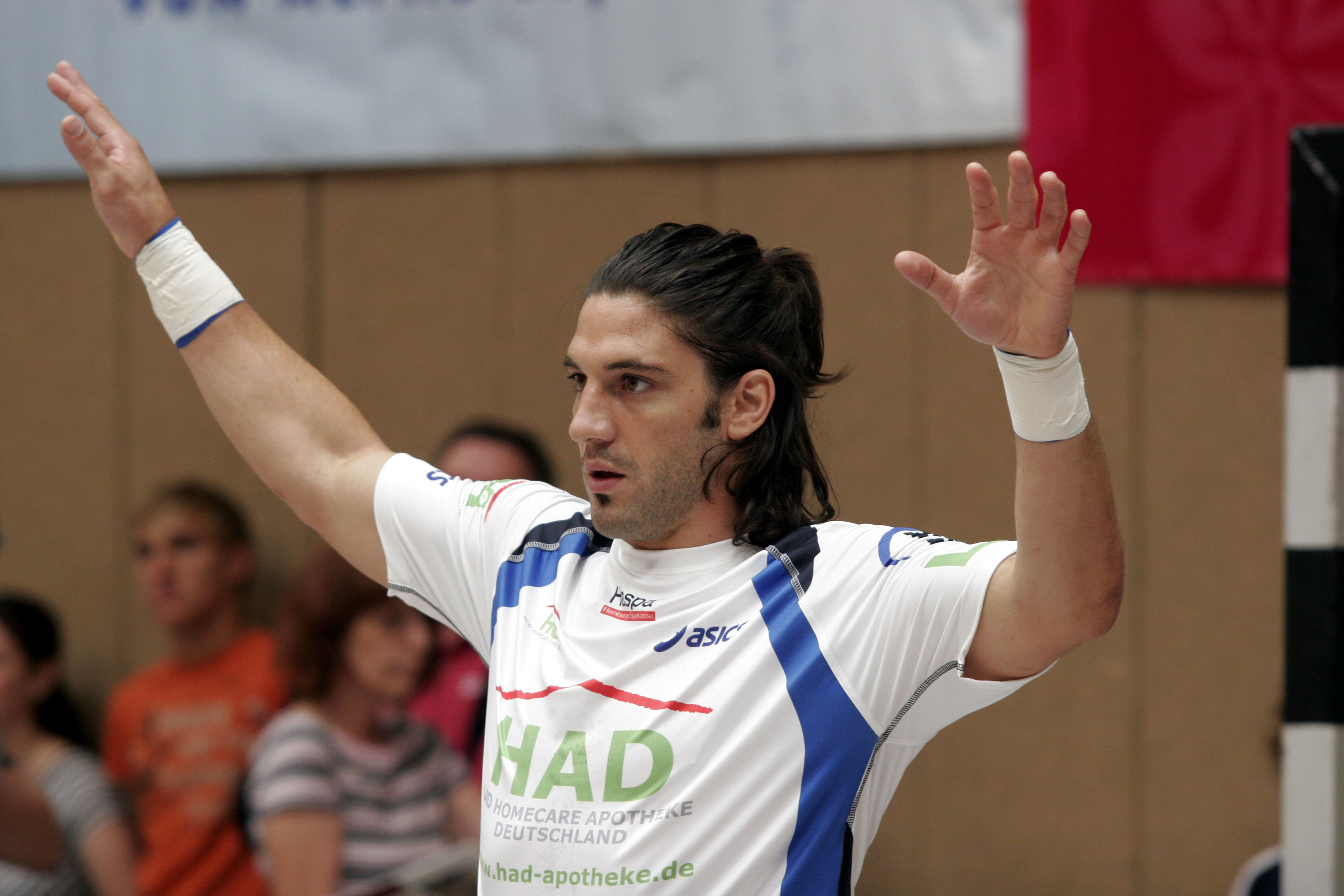
Bertrand Gille, 2002
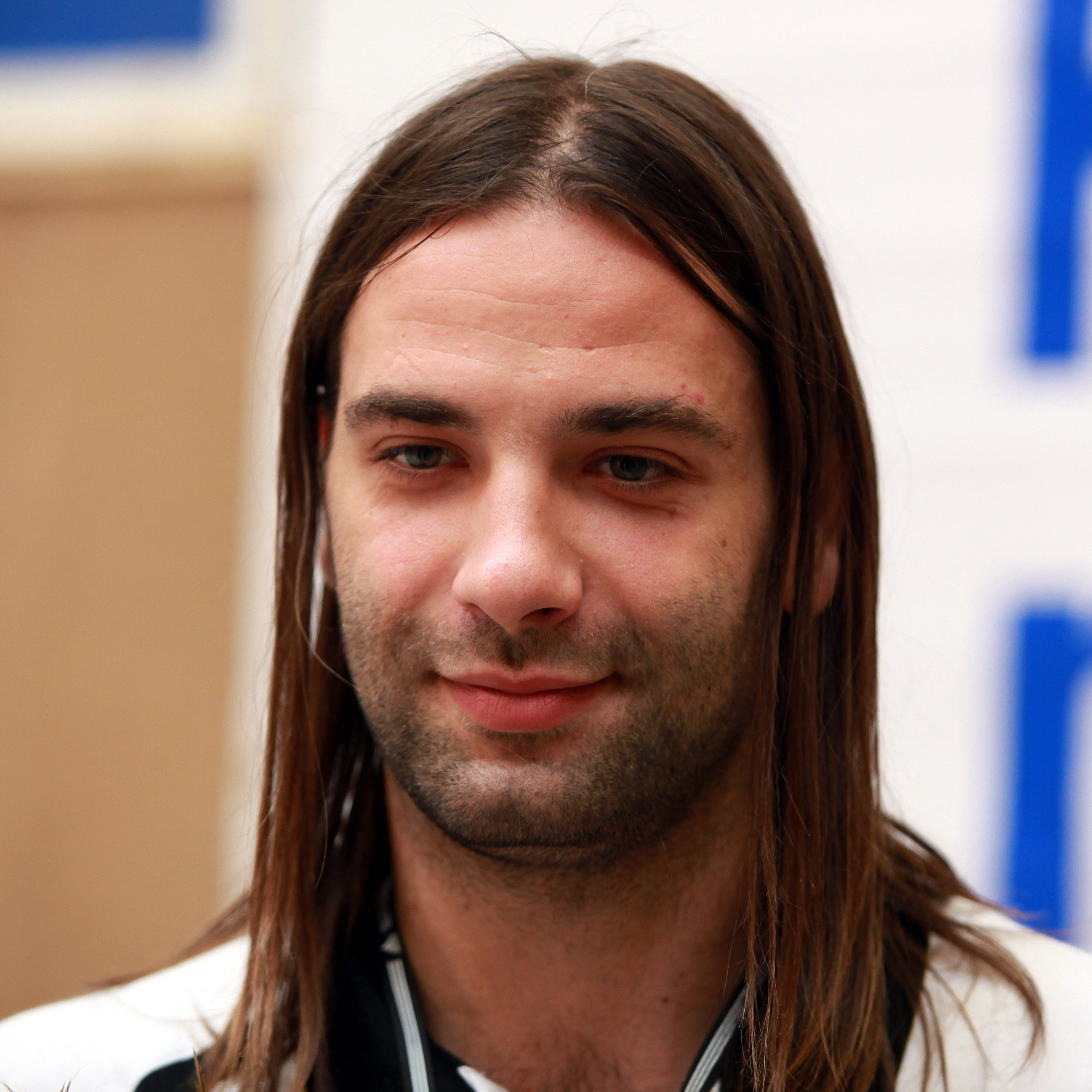
Ivano Balić, 2003 és 2006
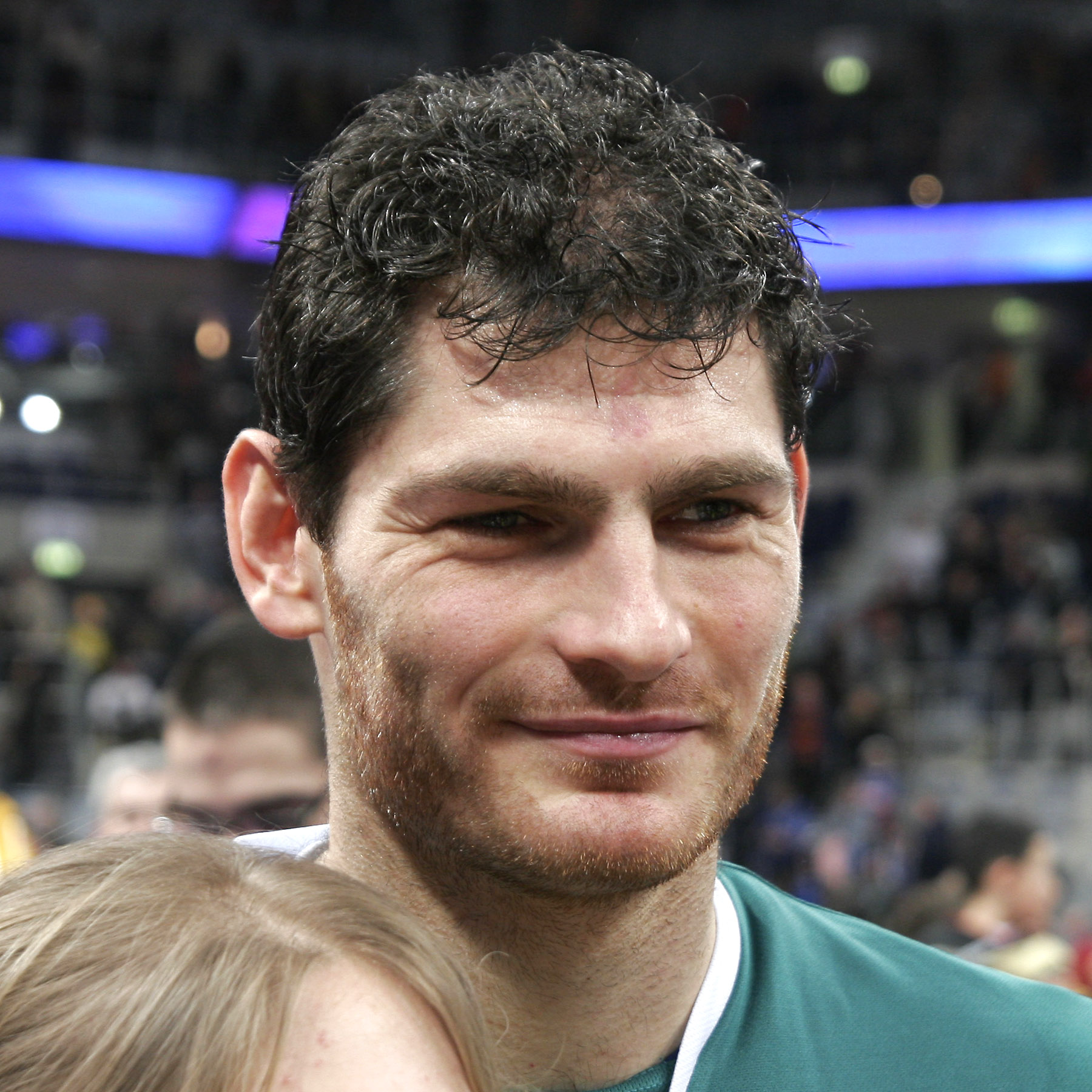
Henning Fritz, 2004
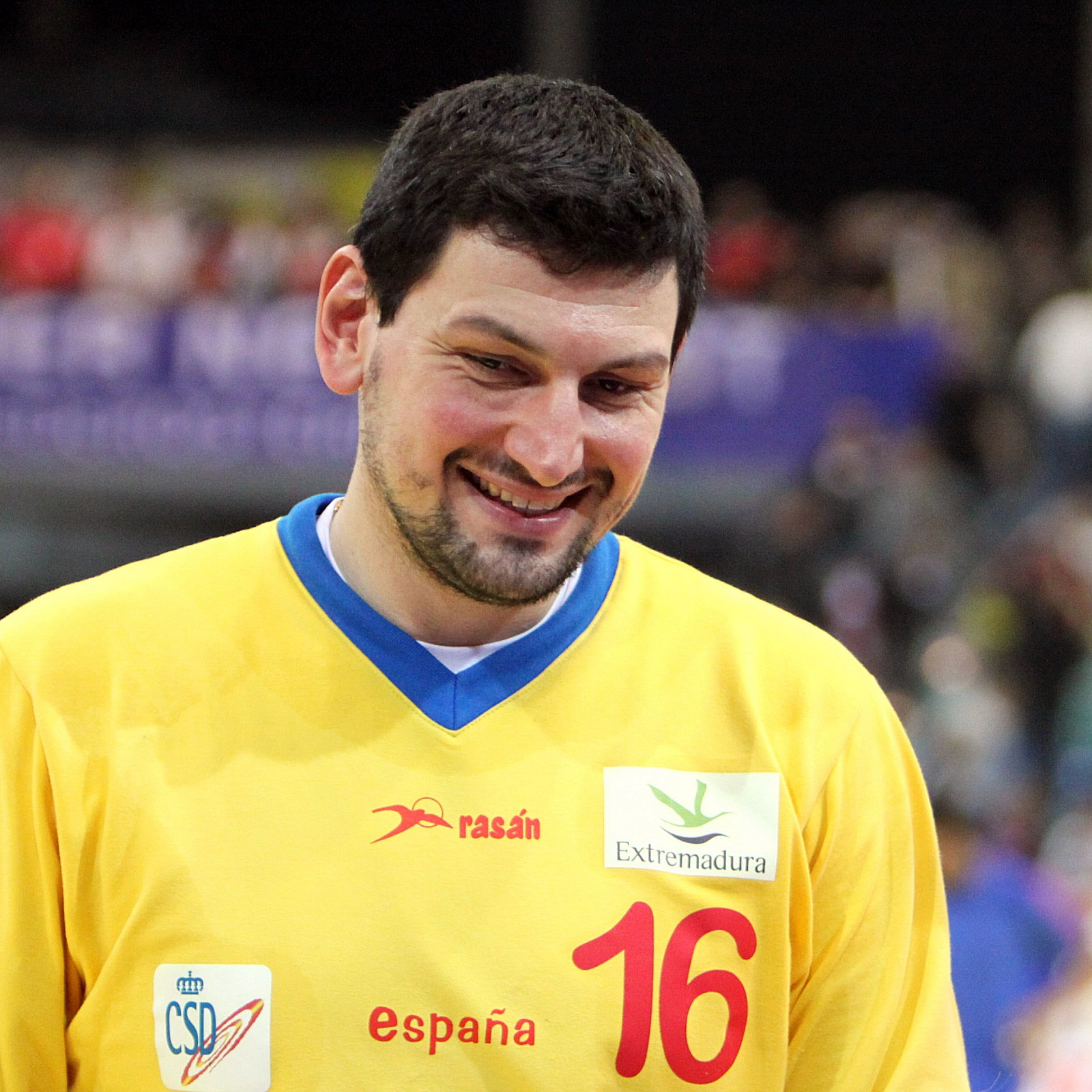
Šterbik Árpád, 2005
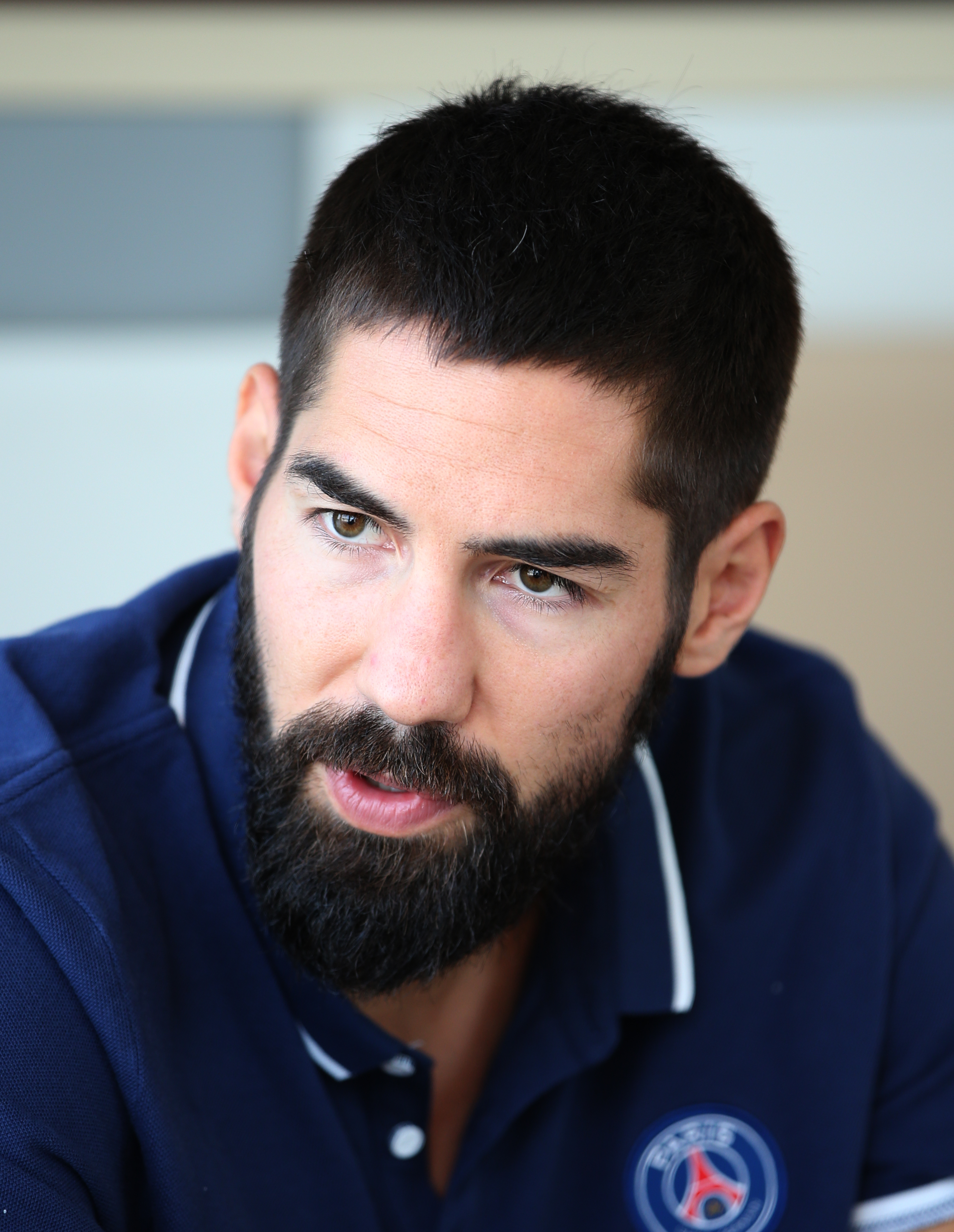
Nikola Karabatić, 2007, 2014 és 2016
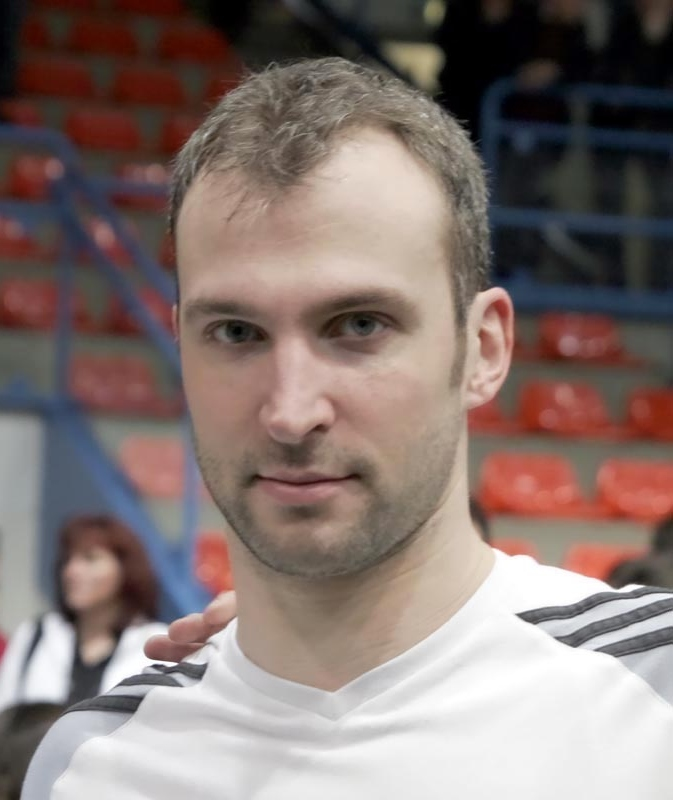
Thierry Omeyer, 2008
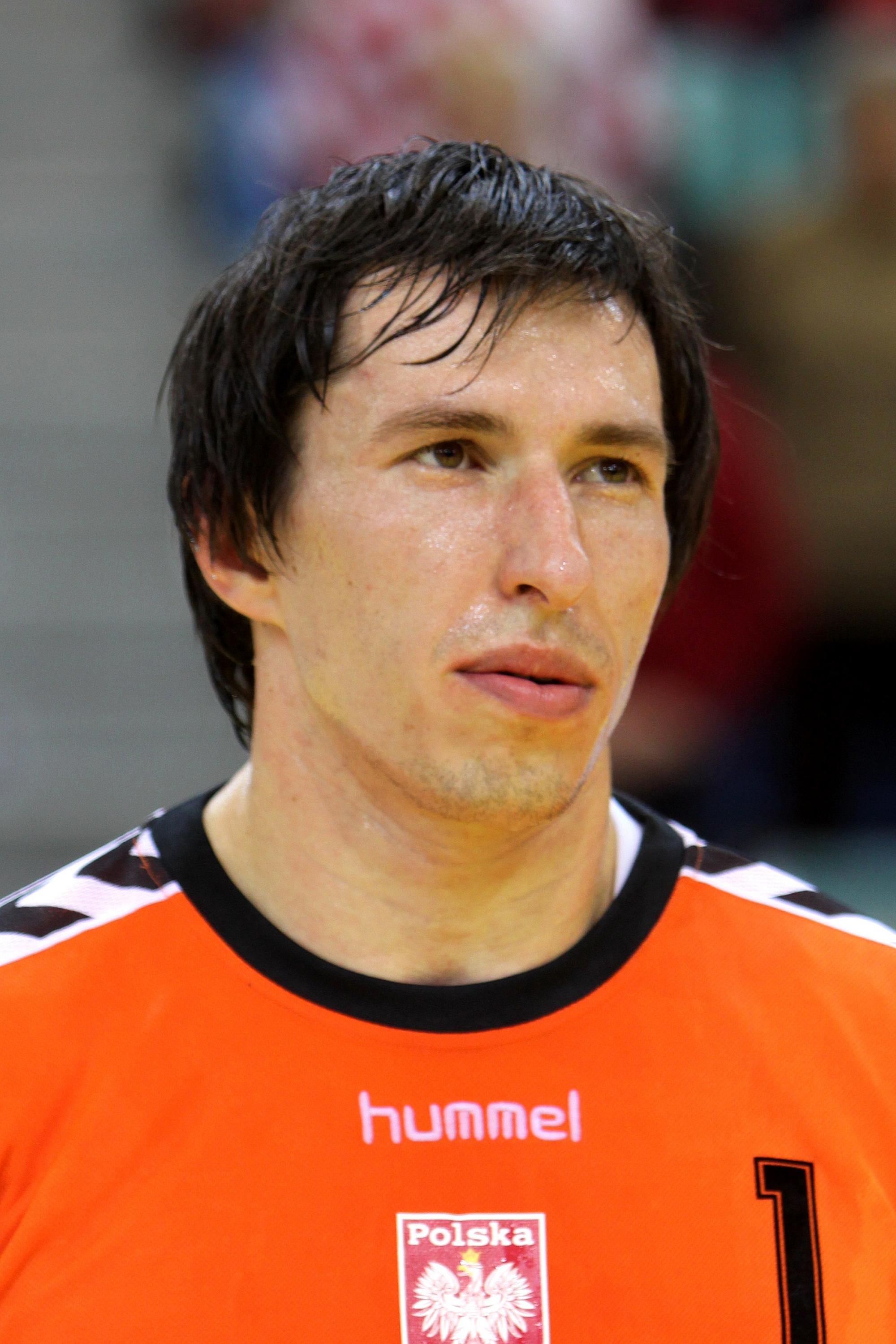
Sławomir Szmal, 2009
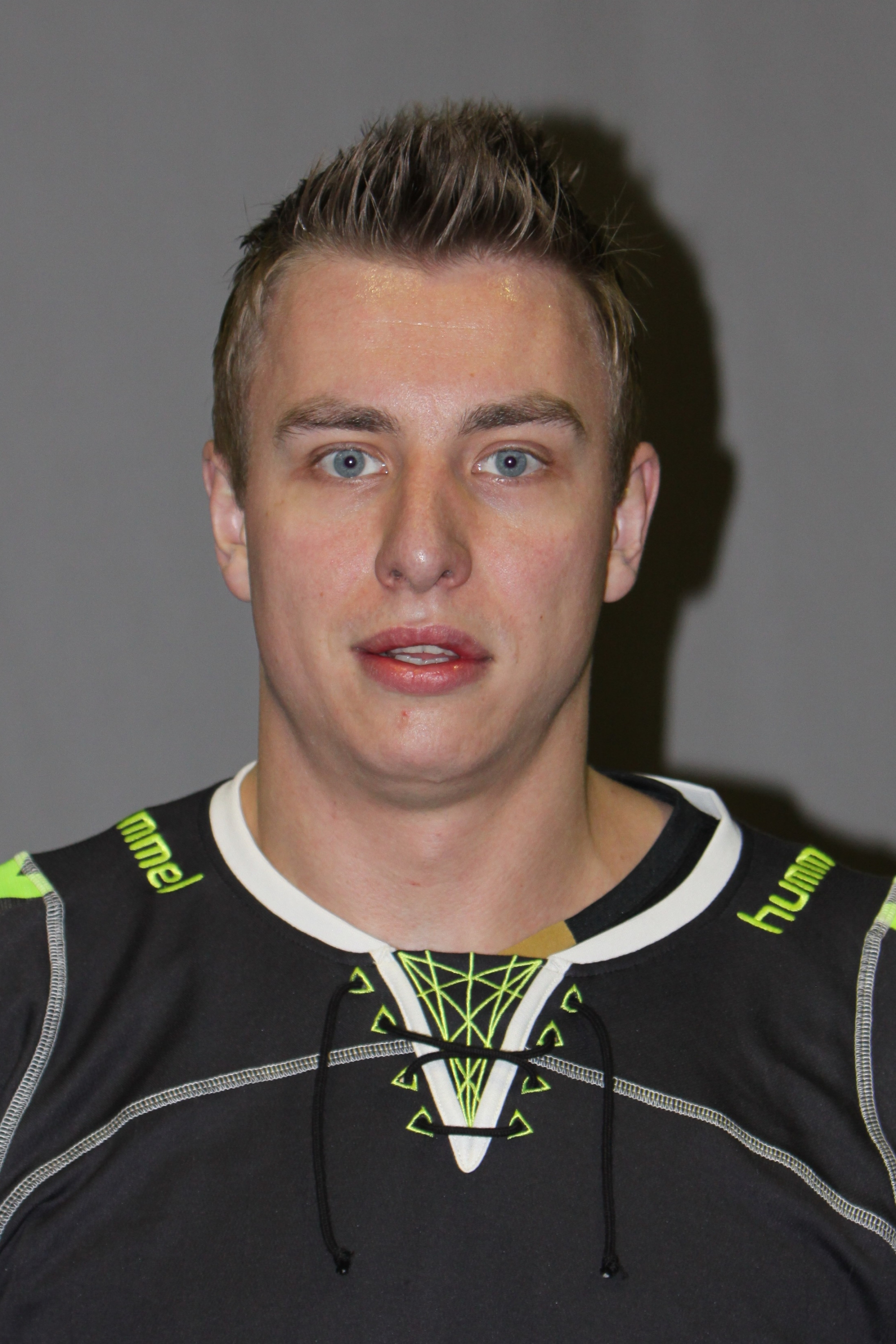
Filip Jícha, 2010
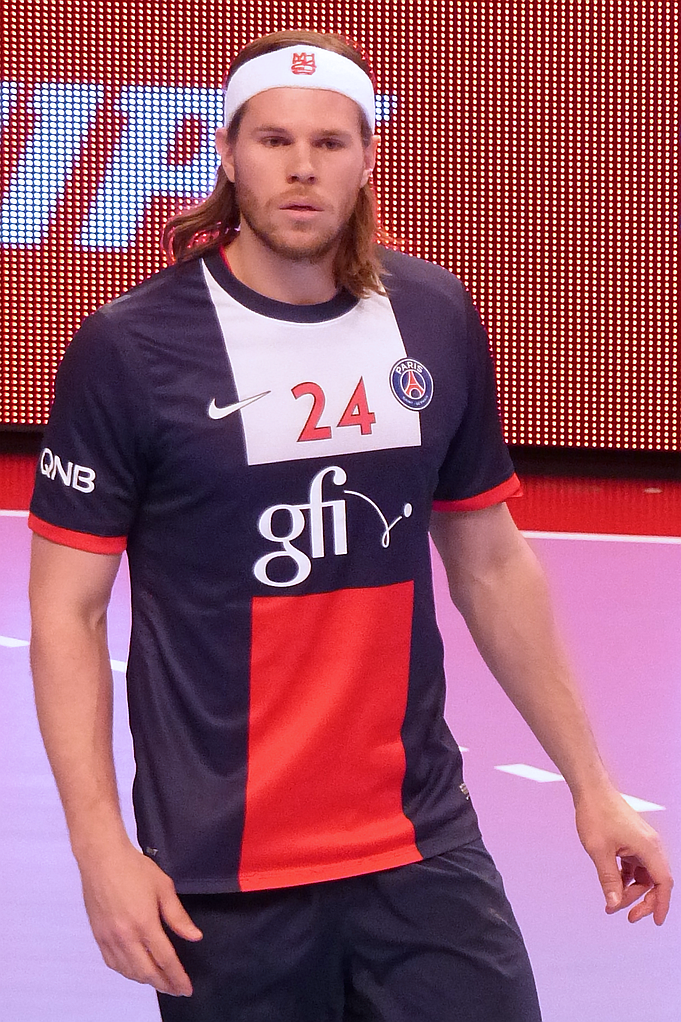
Mikkel Hansen, 2011, 2015 és 2018
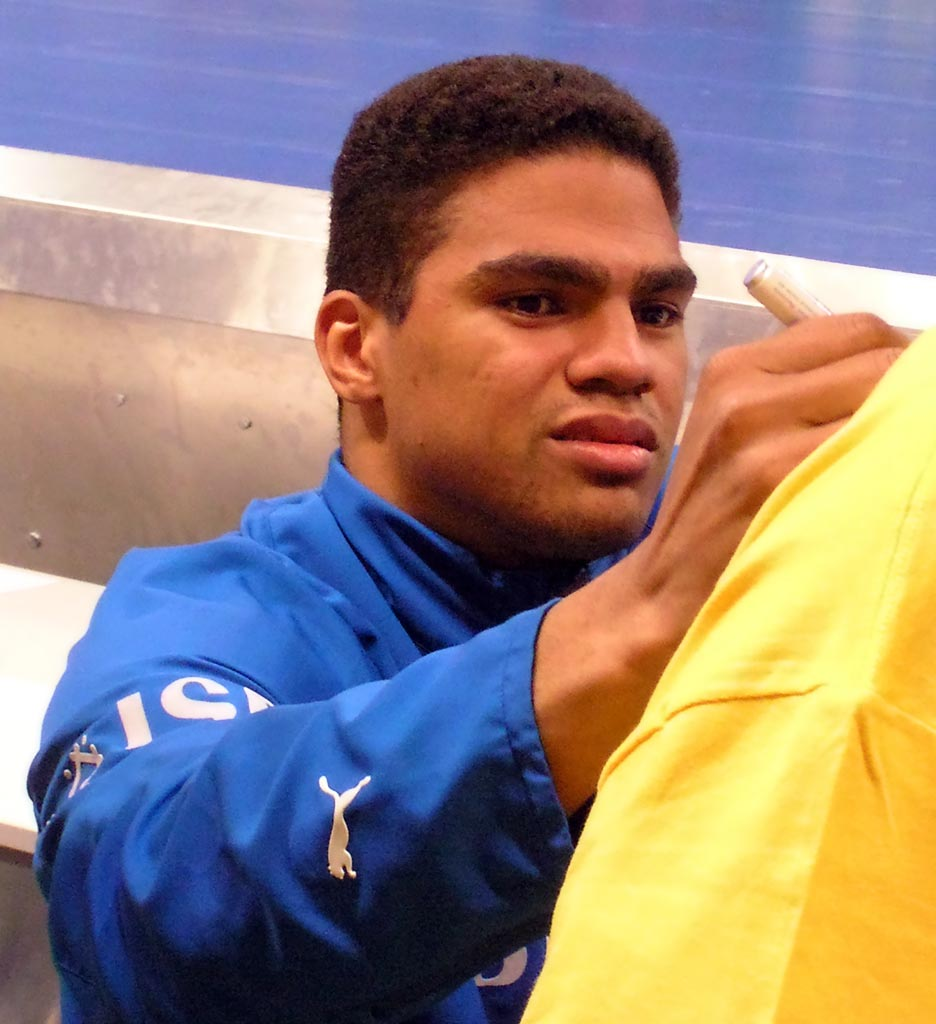
Daniel Narcisse, 2012
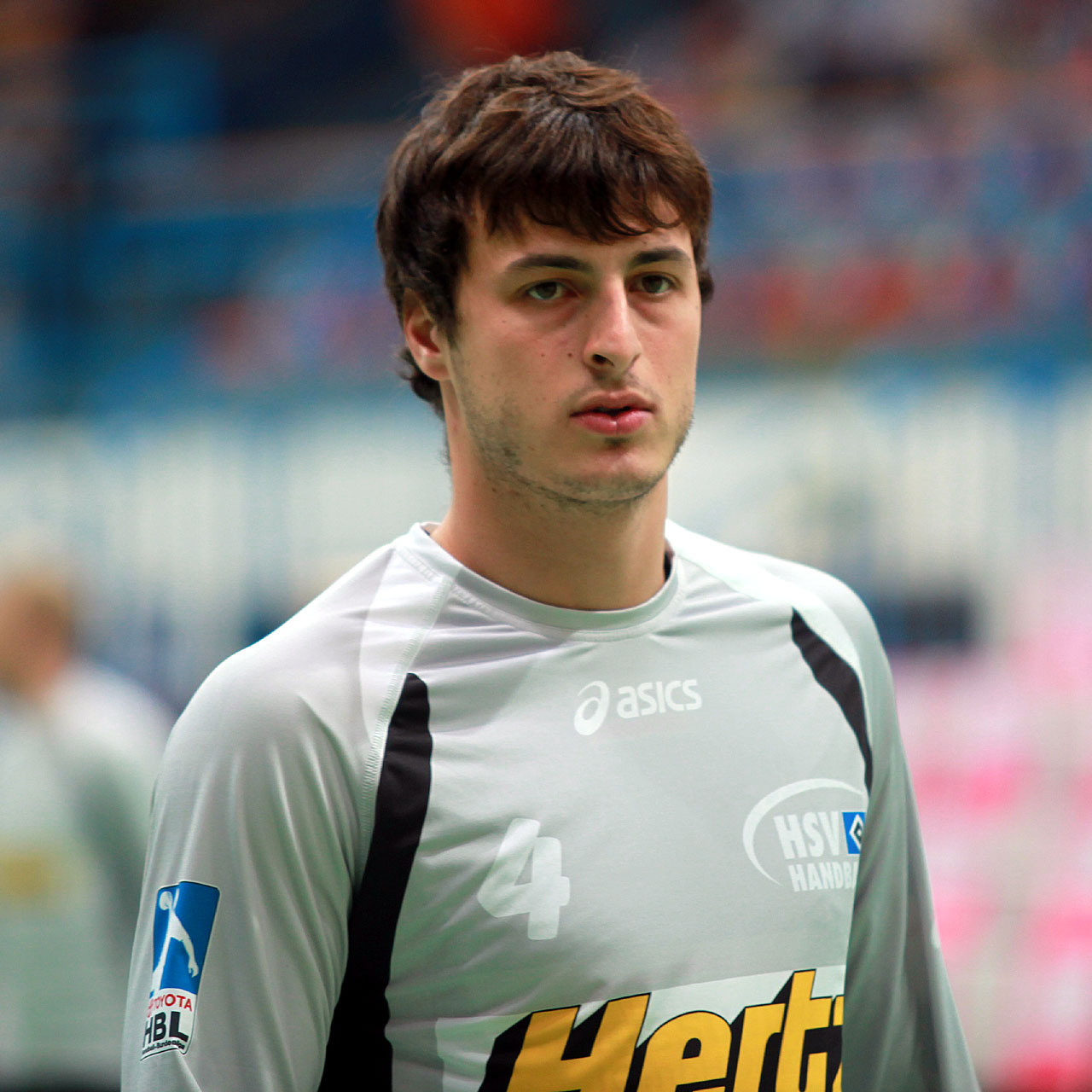
Domagoj Duvnjak, 2013
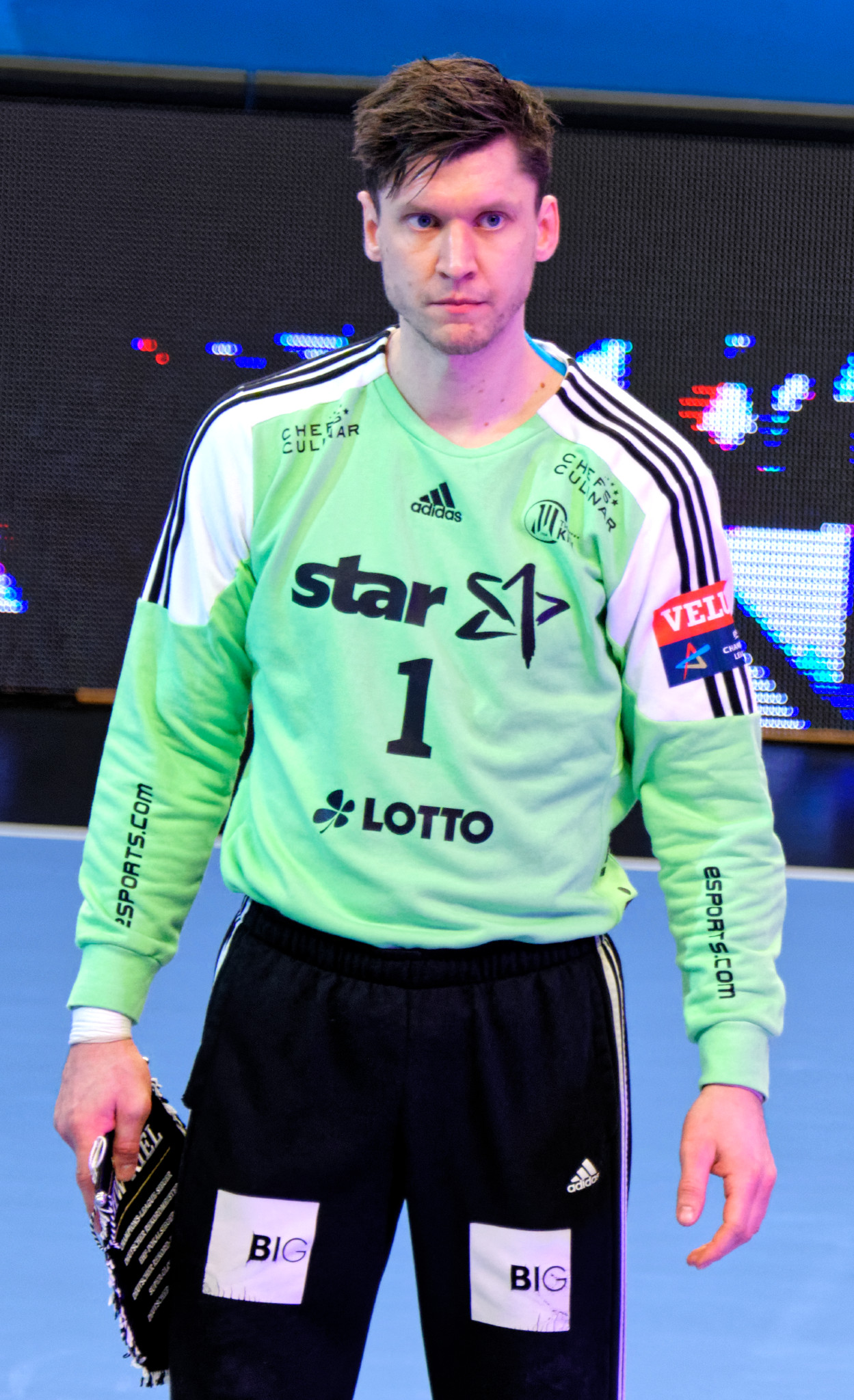
Niklas Landin Jacobsen, 2019 és 2021